# Zoo de Port Lympne
 (août 2022).
Le zoo de Port Lympne est situé près de la ville d'Ashford dans le comté du Kent en Angleterre. Il s'étend sur environ 2,4 km2 et intègre une demeure historique et ses jardins conçus par l'architecte Sir Herbert Baker durant la Première Guerre mondiale.
La propriété a été achetée en 1973 par John Aspinall pour combler le manque de terre du parc animalier de Howletts et a ouvert ses portes au public en 1976. Depuis 1984, ce parc appartient par une organisation caritative, la Fondation John Aspinall.
Le zoo de Port Lympne regroupe plus de 650 animaux dont 90 espèces sont en danger ou en voie d'extension. Il regroupe entre autres, des gorilles, des rhinocéros noirs, des éléphants d'afrique. En 1994, le zoo abritait également un félin rare, le chat de Temminck.

## Galerie

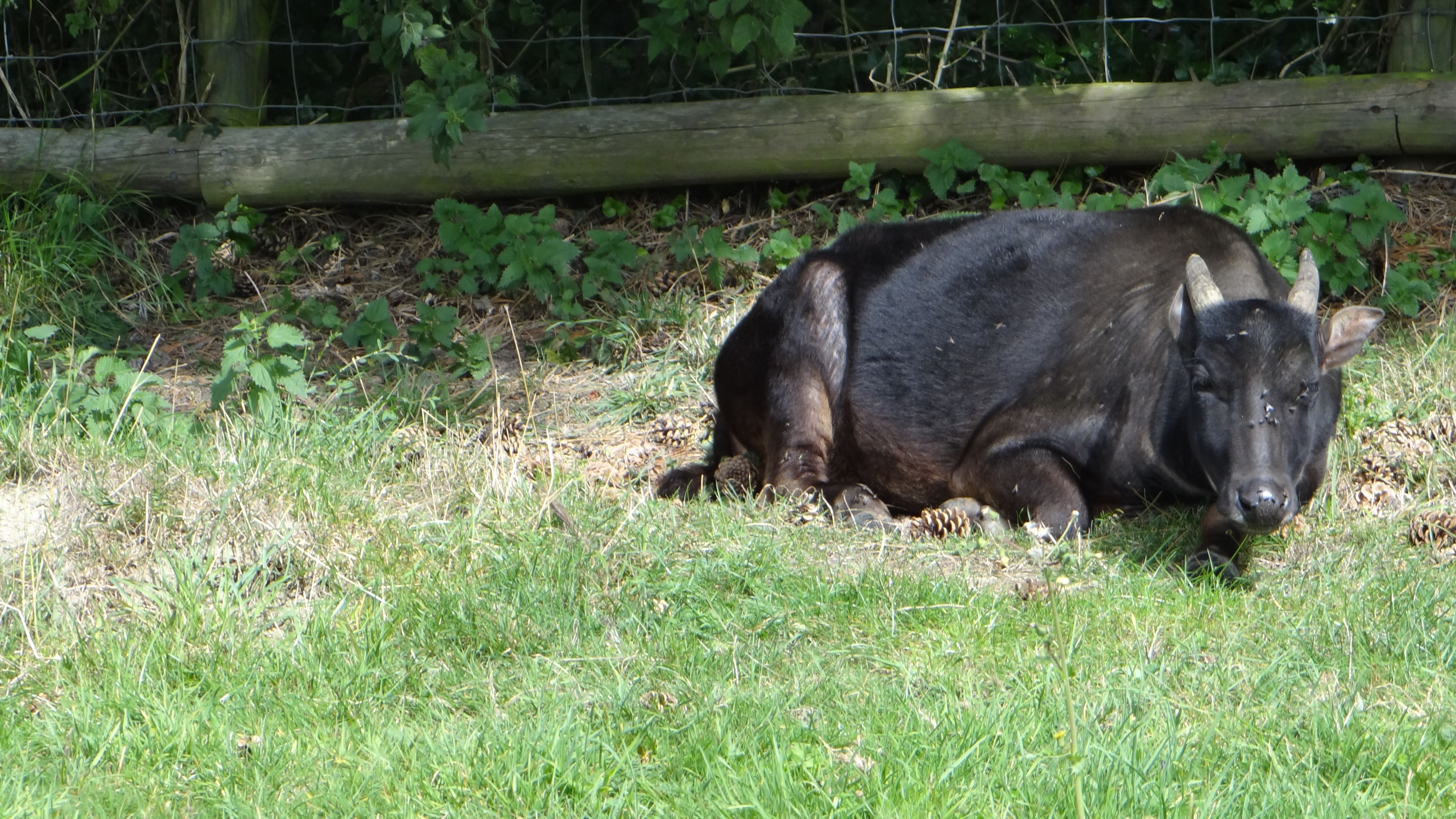
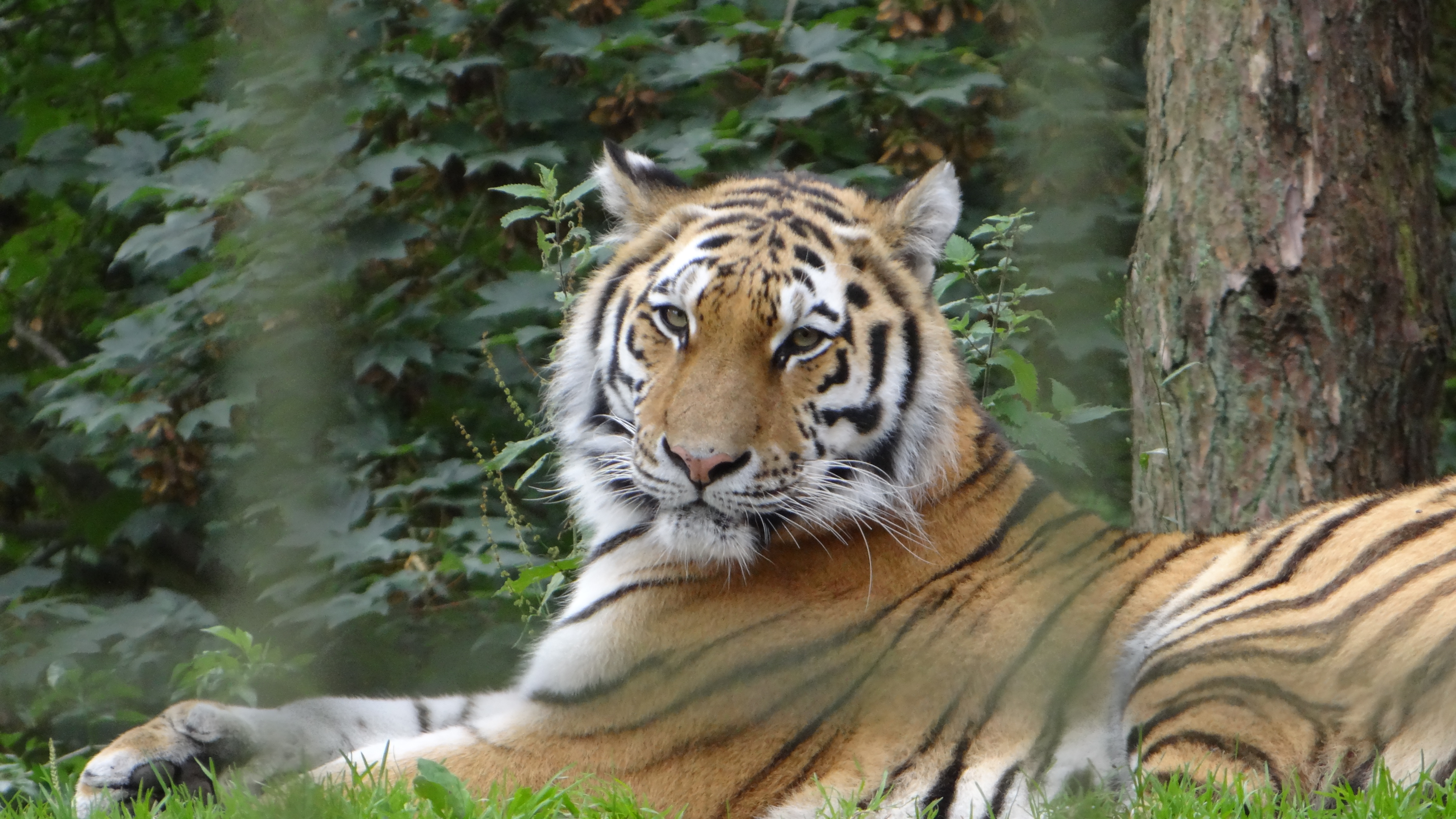
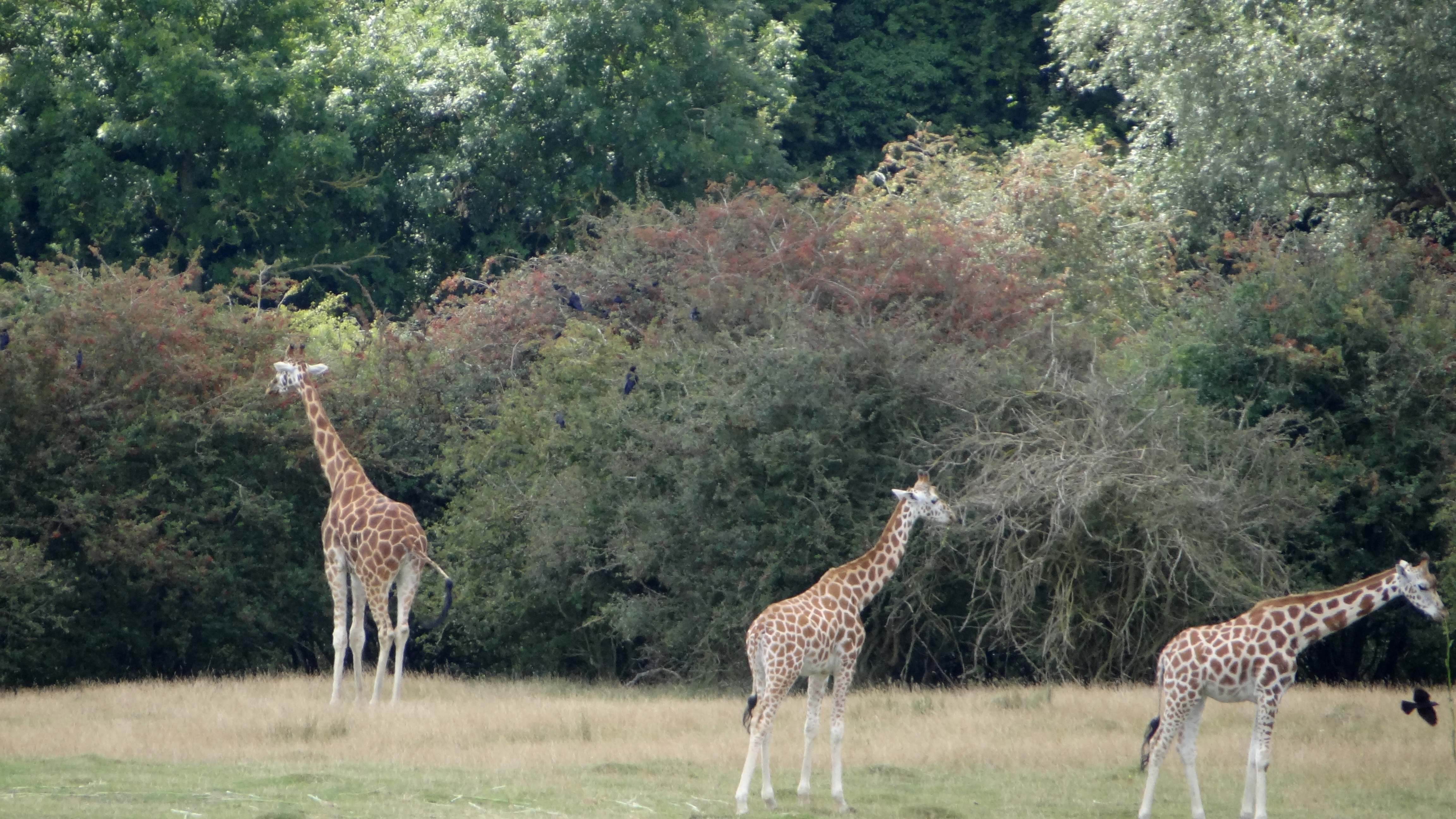
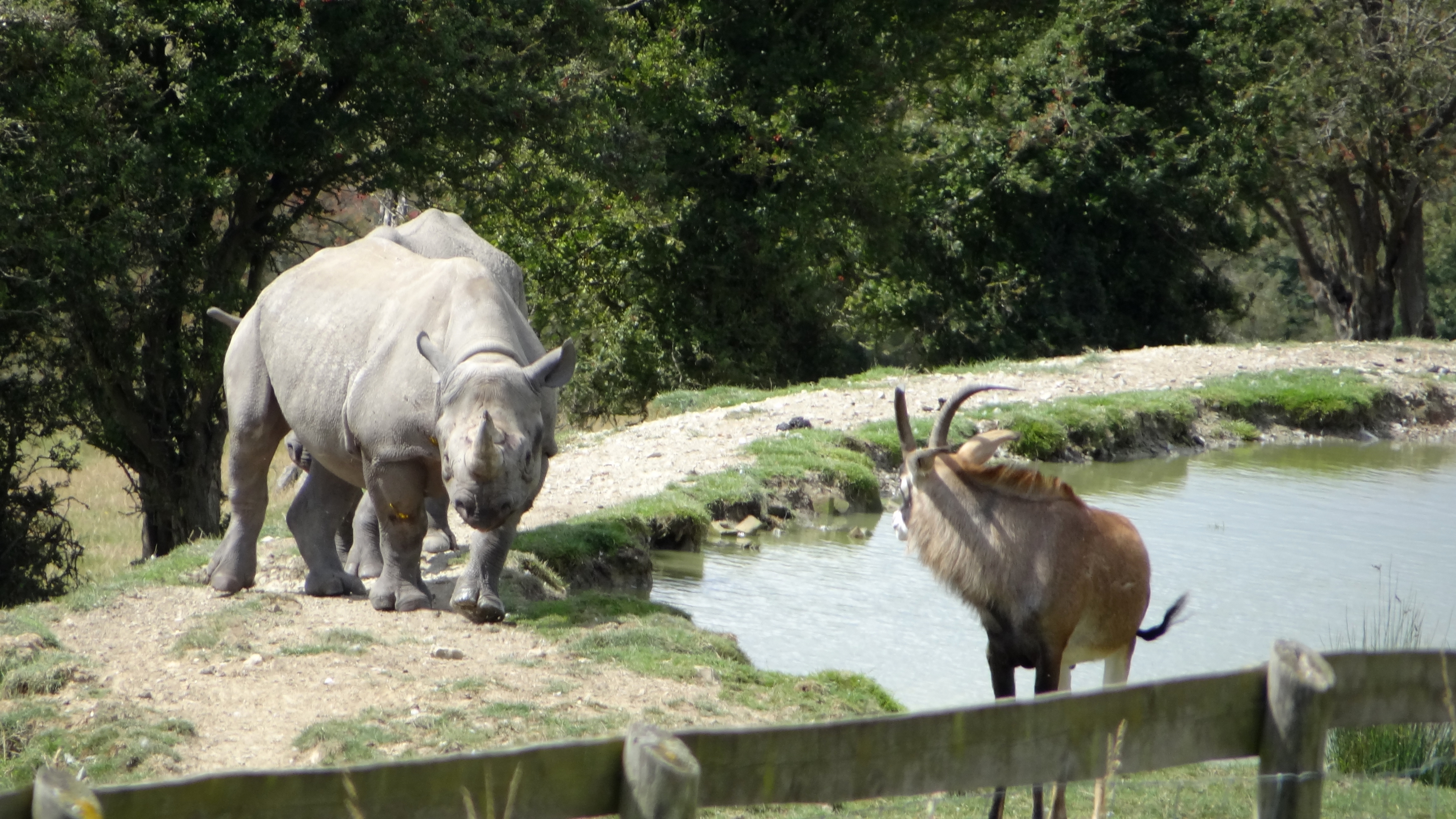